# Komandant general Kraljevih marincev
Komandant general Kraljevih marincev (izvirno angleško Commandant General Royal Marines) je poveljnik Kraljevih marincev. 
Trenutni komandant general Kraljevih marincev je General Gwyn Jenkins.

## Splošno
Položaj je bil ustanovljen leta 1945, pri čemer je nadomestil predhodni naziv Generaladjutant Kraljevih marincev. Komandat general je hkrati tudi Poveljnik amfibicijskih sil Združenega kraljestva (angleško Commander UK Amphibious Forces, kratica COMUKAMPHIBFOR).
Komandat general je tako profesionalni vodja Kraljevih marincev, ki je podrejen Prvemu morskemu lordu, kateremu svetuje glede zadev, ki se nanašajo na Kraljeve marince.
Prvotno je komandant general imel čin polnega generala, a v 60 letih krčenja obsega korpusa trenutno komandat general ima čin Generalmajorja.

## Seznam komandantov generalov
- general Sir Thomas Hunton, 1945–1946
- general Sir Reginald Alexander Dallas Brooks, 1946–1949
- general Sir Leslie Chasemore Hollis, 1949–1952
- general Sir John Westall, 1952–1955
- general Sir Campbell Richard Hardy, 1955–1959
- general Sir Ian Riches, 1959–1962
- generalporočnik Cartwright Taylor, 1962–1965
- general Sir Norman Tailyour, 1965–1968
- general Sir Peter Hellings, 1968–1971
- general Sir Ian Gourlay, 1971–1975
- general Sir Peter Whiteley, 1975–1977
- generalporočnik Sir John Richards, 1977–1981
- generalporočnik Sir Steuart Pringle, 1981–1985
- generalporočnik Sir Michael Wilkins, 1985–1987
- generalporočnik Sir Martin Garrod, 1987–1990
- generalporočnik Sir Henry Beverley, 1990–1994
- generalporočnik Sir Robin Ross, 1994–1996
- Generalmajor David Pennefather, 1996–1998
- generalmajor Sir Robert Fulton, 1998–2001
- generalmajor Sir Robert Fry, 2001–2002
- generalmajor Anthony Milton, maj 2002–februar 2004
- generalmajor David Wilson, februar 2004–avgust 2004
- generalmajor James Dutton, avgust 2004–junij 2006
- generalmajor Garry Robison, junij 2006–junij 2009
- generalmajor Andy Salmon, junij 2009–februar 2010
- generalmajor Buster Howes, februar 2010–december 2011
- generalmajor Ed Davis, december 2011–junij 2014
- generalmajor Martin Smith, junij 2014–junij 2016
- generalmajor Robert Magowan, junij 2016–januar 2018
- generalmajor Charles Stickland, januar 2018–junij 2019
- generalmajor Matt Holmes, junij 2019–april 2021
- generalporočnik Robert Magowan, april 2021–november 2022
- general Gwyn Jenkins, november 2022–danes